# 트르나테어
트르나테어(Ternate)는 인도네시아령 말루쿠 제도 북부의 트르나테섬에서 사용되는 언어이다. 트르나테의 토착민인 트르나테인의 모어이면서, 이 제도의 다른 여러 지역에서도 사용된다. 중세 트르나테 술탄국의 영향력으로 과거 트르나테어는 지역의 링구아 프랑카로서 기능하였으며, 멀리는 술라웨시 북부까지도 차용어의 흔적을 남겼다. 오늘날에도 북말루쿠주에서 유력한 토착 언어의 지위를 점하고 있다.
트르나테어는 인도네시아의 대부분의 언어와 달리 오스트로네시아어족이 아닌 파푸아 언어의 일종인 북할마헤라어족(또는 가설적인 서파푸아어족)에 속한다. 현재 이 지역에서 링구아 프랑카로서 많이 사용되는 트르나테 말레이어는 말레이어가 트르나테어의 영향을 받아 형성된 지역 크리올 언어이다.

## 같이 보기
- 트르나테 말레이어